# Томми Джарвис
Томми Джарвис (англ. Tommy Jarvis) — персонаж серий фильмов «Пятница, 13-е: Последняя глава» (1984), «Пятница, 13-е: Новое начало» (1985) и «Пятница, 13-е: Джейсон жив (1986)», главный враг маньяка-убийцы Джейсона Вурхиза, первый из людей у которого получилось убить Джейсона дважды. Его роль играли Том Мэтьюз (1986—2017), Кори Фельдман (1984—1985) и Джон Шеперд (1985). Томми один из трёх главных героев фильма, ещё два персонажа Джинни Филд и Элиса Харди, они появлялись только в одном фильме. Первоначально после фильма «Пятница, 13-е: Новое начало» Томми должен был стать антагонистом в последующих фильмах. Помимо фильмов Томми Джарвис появлялся в романах и комиксах. В 2017 году он становится играбельным персонажем в игре Friday the 13th: The Game, актёр Том Мэтьюз озвучил Джарвиса в данной игре.

## Биография

### Фильмы
Первое появление Джарвиса состоялось в фильме «Пятница, 13-е: Последняя глава», вышедшему 13 апреля 1984 года, в этой главе Томми является маленьким мальчиком. Когда Джейсон вламывается в дом и убивает их мать, Томми и его сестре приходится сражаться с ним за свою жизнь. Томми убивает Джейсона, ударяя ему по голове его же мачете, которым он разрезал голову Джейсона, толкнув его на лезвие.
По сюжету фильма «Пятница, 13-е: Новое начало» всё что произошло с Томми в первой части повлияло на его психику, в подростковом возрасте его помещают в психлечебницу. Затем Томми переводят в другую лечебницу, к сожалению, в это время рядом с местом где находился Томми начинаются убийства, похожие на те что совершал Джейсон. К нему во снах являлся образ Вурхиза, разыскивающий его. Томми удаётся противостоять убийце в маске, считая что он очередная галлюцинация. Но оказалось маньяк реально атакует Томми, как потом выяснилось нападавшим был не «Джейсон», а его подражатель по имени Рой Бернс. Было слишком поздно, поскольку Томми полностью лишился здравого смысла из-за постоянных видений Джейсона к нему во снах, его глаза постепенно закрывались. Держась за маску убийцы, он надел её, пытаясь принять облик Джейсона, но всё-таки смог остановиться, прежде чем всё зайдет слишком далеко.
В главе «Пятница, 13-е: Джейсон жив», психика Томми почти нормализовалась, с другом из заведения, он готов противостоять демону Джейсону. Желая увидеть могилу маньяка и его разлагающееся тело и убедится что он больше не встанет, пытался кремировать труп. Но воспоминания о встрече с Джейсоном всё ещё беспокоят Томми, и в приступе безумия начал избивать гроб с телом, прежде чем крышка открылась. Томми не успел сжечь тело так как в него ударила молния которая оживила Джейсона, дав ему сверхспособности; став бессмертным со сверхчеловеческой силой, выстрелы в упор из дробовика не причиняли ему никакого особого вреда, хотя от попаданий пуль он на некоторое время мог упасть. Пытаясь всё исправить, Томми предупреждает шерифа который был его знакомым, шериф закрыл его решив что у Джарвиса снова начались психические расстройства. Груды тел, которые Джейсон спрятал в подвале, это только убеждает шерифа в том, что убийца — Томми. Время приходит к концу, когда Джейсон направился искать Джарвиса. По его плану, и при содействии дочери шерифа Меган, Томми заманивает Джейсона в то самое озеро, от которого началась история Вурхиза. Прикованный ко дну озера большими камнями, окружённый огнём, часть его лица была разрезана пропеллером лодки. Когда Томми был сильно ранен во время борьбы с Джейсоном, Меган вытаскивает Томми на берег, где он приходит в себя в кругу детей, которые находились в лагере, и произносит: «Вот Джейсон дома…». А на дне озера прикованный ко дну Джейсон открывает глаза.

### Книги
В романизации «Пятница, 13-е: Джейсон жив» выясняется, что произошло между Томми и Пэм в конце «Пятница, 13-е: Новое начало»; в книге рассказывалось, что Пэм сумела привести Томми в чувство, когда его снова отправили в психическое учреждение. Роман «Пятница, 13-е: Карнавал маньяков» ссылается на Томми, показывая, что он написал не менее шести книг о Джейсоне и Хрустальном озере, причем одна из них называется «Моя жизнь в аду: борьба одного человека против Джейсона Вурхиза». В Mockumentary, название «Убийство на Хрустальном озере» (существует DVD-диск 2009 года), упоминается, что местные жители города считали Томми убийцей в главе «Пятница, 13-е: Джейсон жив». В ней также говорится о том что Томми находился в государственной психиатрической больнице и в учреждение под названием «Пайнхерст». Томми появляется в мини-комиксе Фредди и Джейсон против Эша: Война ночных кошмаров. Когда Джейсон напал на научную группу доктора Мэгги Борро оставляя тех кто выжил Фредди Крюгеру, затем вмешивается Томми, намеренный убить Джейсона Вурхиза, в конечном итоге отрубил ему голову при помощи его племянницы Стефани. После того как Фредди и Джейсон были побеждены, Эш Уильямс назначил Томми новым лидером Воинов Кошмара.

### Компьютерные игры
Томми Джарвис впервые появился в видеоигре по мотивам «Пятница, 13-е» Friday the 13th: The Game. Том Мэтьюз, сыгравший роль Томми Джарвиса в 6-й части, озвучил его в игре.
В игре присутствуют коллекционные кассетные ленты «Tommy Tapes», написанные режиссёром Адамом Грином, на которых был записан голос Томми из 4 и 6-й частей. В конце 5-й главы где Томми утверждал что ему приснилось как он убил Пэм. В ней также показано, что Томми находится на лечении в Уинстонском институте в Спрингвуде.

## Другие появления
Джозеф Зито планировал, что Томми Джарвис станет антагонистом с «новым Джейсоном» в любой другой главе «Пятница, 13-е». Фильм «Пятница, 13-е: Новое начало» был негативно встречен критиками и зрителями, и последующие идеи к этому фильму были отложены. «Пятница, 13-е» 2009 года выхода, авторы рассматривали персонажа Томми Джарвиса в этом фильме, но добавлять его туда они не стали, потому что им хотелось создать свою историю.

## Интервью
В интервью Том Мэтьюз рассказывал что готовится снова сыграть Томми Джарвиса:
«… Я действительно не испытывал большего давления. Мне очень понравился сценарий, Том (МакЛоклин) отлично поработал, и он обсудил это со мной. Я знал, что я хотел сделать. Вероятно, это был самый близкий персонаж, который был похож на меня. У меня было много опыта и я собирался выйти за пределы Атланты отдыхать в течение шести недель.
Это был взрыв».
«Когда я посмотрел 4-ю главу, я не был взволнован, скорее был немного напуган. После того, когда меня пригласили на роль, я начал заниматься изучением 4-й части и вдруг подумал … о нет. Я разговаривал с Томом, он сказал мне, что хотел бы сделать. В 4-й части всё было тускло, и сюжет был немного скучным. Может быть, мне стоит вернутся и пересмотреть роль снова. Может быть, но сейчас у меня другое мнение. Это испугало меня.»

## Критика
Томми Джарвис получил положительные отзывы от критиков. В фильмах ужасов 1980-х годов, том 1, Джон Кеннеди Мюир положительно охарактеризовал персонажа:
"…Это естественное развитие, что Томми Джарвис (Кори Фельдман), предопущенный мальчик, который любит фильмы ужасов и даже сам себе делает ужасающие маски, сыграв главную роль (Томми Джарвиса) в фильме «Пятница, 13-е: Последняя глава».
Он также отметил популярность четвёртого фильма с участием Томми:
«…Многие фанаты любят „Пятницу 13-е“, потому что она знакомит их с персонажем Томми Джарвисом, и то что в ней есть незабываемый момент с Джейсоном. Томми разрезает голову Джейсона (ой!), А затем — в замедленной съёмке, эхом отзывающейся об обезумевшей Алисе с мачете в конце первого фильма отрубает ему голову».
В «Наследие крови»: всесторонне руководство к фильмам в жанре слэшер, Джим Харпер был довольно смешанным с персонажем. Он критиковал Кори Фельдмана сыгравшего роль Томми Джарвиса в финальной главе. Однако Харпер вскоре оценил Тома Мэтьюза в роли Джарвиса в фильме «Пятница, 13-е: Джейсон жив», назвав его великим персонажем".

## Товары
Мезко Тойз выпустил статуэтку Томми Джарвиса и Джейсона Вурхиза, сражающихся друг с другом под водой в «Пятница, 13-е: Джейсон жив».